# Хайнрих Распе IV
Хайнрих Распе IV (на немски: Heinrich Raspe IV; * 1204; † 16 февруари 1247, замък Вартбург) от фамилията Лудовинги, е ландграф на Тюрингия от 1227 г., пфалцграф на Саксония (1241 – 1247) и антикрал на Германия (1246/1247) към император Фридрих II и неговият син Конрад IV.

## Живот
Той е третият син на Херман I (1152 – 1217) и втората му съпруга София фон Вителсбах (1170 – 1238), дъщеря на херцог Ото I от Бавария.
През 1227 г. Хайнрих последва своя брат Лудвиг IV (Светия), който същата година умира по пътя за Светата земя, като регент на Ландграфство Тюрингия за петгодишния си племенник Херман II († 1241); неговият по-малък брат Конрад Распе († 1240) управлява от 1231 г. частите в Хесен.
През 1241 г. Хайнрих участва в боевете против нахлулите в Европа монголи.
Император Фридрих II назначава през 1242 г. Хайнрих заедно с Венцеслав I за имперски управител за неговия малолетен син Конрад IV.
На 22 май 1246 г. той е избран от малцинството на немските князе във Вайтсхьоххайм при Вюрцбург за римско-немски крал. Той получава скоро допълнителното име rex clericorum („Pfaffenkönig“). Конрад IV не е съгласен да се откаже от трона и след като е ранен в битки Хайнрих изненадващо се отказва от плановете му за война и се оттегля във Вартбург, където умира на 16 февруари 1247 г. Погребан е до родителите му в манастира Катаринен при Айзенах, сърцето му обаче е погребано в основаната от него през 1235 г. доминиканска църква в чест на Елисавета Унгарска, неговата снаха, съпругата на брат му Свети Лудвиг IV.

## Бракове
- Елизабет от Бранденбург (* 1206/10 ∞ 1228 † лятото 1231), дъщеря на маркграф Албрехт II от Бранденбург
- Гертруда Бабенберг (* 1210/15 ∞ 1238 † 1241), сестра на херцог Фридрих II Бабенберг от Австрия
- Беатрикс (* 1225 ∞ 1241 † 1288), дъщеря на херцог Хайнрих II от Брабант, която се омъжва през 1247 г. за граф Вилхелм II от Фландрия.

Понеже няма мъжки наследник Хайнрих определя през 1243 г. за свой наследник на Ландграфство Тюрингия своя племенник Хайнрих III, маркграфът на Майсен от Ветините. Със смъртта на Хайнрих Распе IV през 1247 г. династията Лудовинги изчезва.